# Ceuthophilus pallescens
Ceuthophilus pallescens is een rechtvleugelig insect uit de familie grottensprinkhanen (Rhaphidophoridae). De wetenschappelijke naam van deze soort is voor het eerst geldig gepubliceerd in 1891 door Bruner.